# Choroba guzowata skóry
Choroba guzowatej skóry bydła (łac. Dermatitis nodularis bovum), (LSD, lumpy skin disease) – choroba wirusowa bydła i bawołów. W Polsce choroba zwalczana z urzędu, podlega zakazowi szczepień. Cechą charakterystyczną są ospopodobne zmiany w skórze.
Objawami choroby są:
- owrzodzenia wewnątrz jamy ustnej, nosa i narządów płciowych,
- brak apetytu

Zachorowalność na chorobę guzowatej skóry bydła wynosi 5–45%, a śmiertelność wynosi około 10%